# Cylindracheta campbelli
Cylindracheta campbelli är en insektsart som först beskrevs av Gray, G.R. 1837.  Cylindracheta campbelli ingår i släktet Cylindracheta och familjen Cylindrachetidae. Inga underarter finns listade i Catalogue of Life.